# Okser

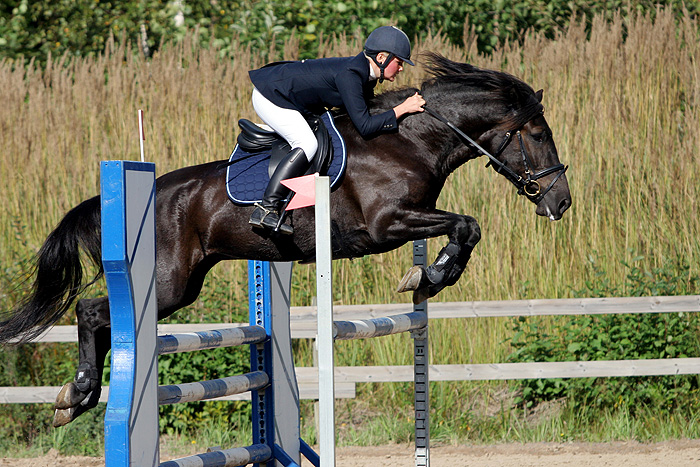
Skok przez okser na koniu fińskim

Okser (także oxer) – w jeździeckich skokach przez przeszkody przeszkoda przenośna złożona, składająca się z dwóch stacjonat o zasadniczo tej samej wysokości (pierwsza powinna być o kilka centymetrów niższa, aby przeszkoda była widoczna dla konia), pokonywana jednym skokiem (jednoczłonowa). Wysokość przeszkody oraz jej szerokość zależą od klasy konkursu.
Wyjątkiem jest tzw. pijany okser, gdy na obydwu stacjonatach drągi zawieszone są ukośnie. Wysokość takiej przeszkody określana jest w punkcie przecięcia drągów obu części – patrząc z kierunku najazdu na przeszkodę.